# 川邊特別區
川邊特別區為中華民國在川邊（藏族的康區）的一個歷史政區，川邊特別區於1914年設置，治所位於現今的四川康定縣。1935年該地的一部分劃出設置西康行政督察区（由四川军阀刘文辉主政）。1939年川邊特別區併入西康省。

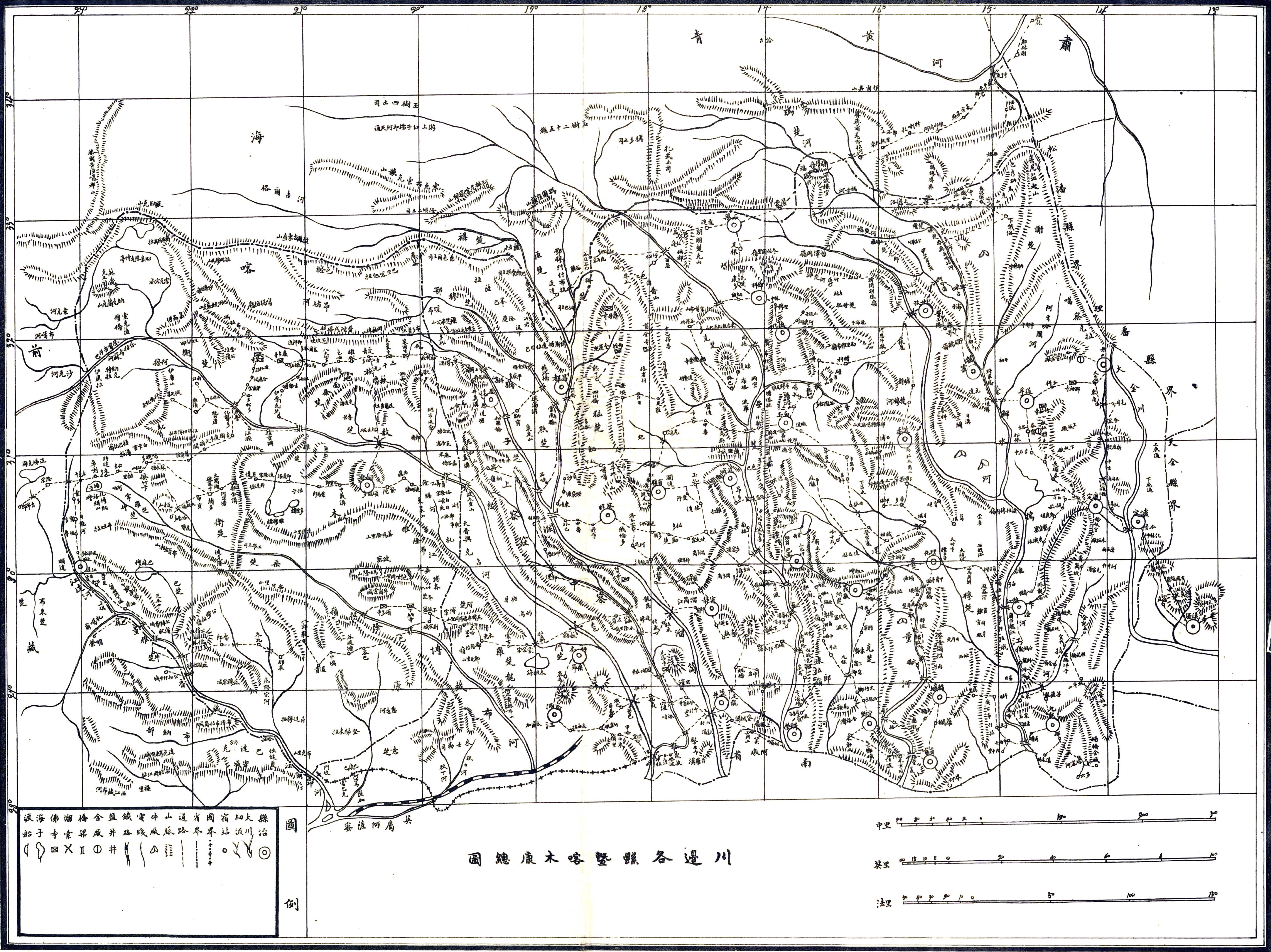
1921年川邊財政廳所編川邊各縣總圖

## 沿革
清光緒三十年（1904年），建昌道趙爾豐向四川總督錫良上“平康三策”，第二策是將西康改土歸流，建為行省。1906年，清政府任命趙爾豐為「川滇邊務大臣」，在康區推動改土歸流，目的是直接統治康區。1911年，川滇邊務大臣傅嵩炑奏請西康建省，但因清朝被推翻而沒有實現。1912年（民國元年），民國政府積極籌劃西康建省。1914年劃康定以西（包括金沙江以西的今昌都地區）為川邊特別區，受四川節制。然而因康藏边界纠纷，中华民国仅能管辖金沙江以东地区。1927年夏，劉文輝入主西康。國民政府於1935年7月22日在川邊特別區成立西康建省委員會，直至1939年西康建省。

### 引用
1. ↑  武汉大学历史系《简明历史辞典》编写组. 阙勋吾 , 编. .
2. ↑  Cressey 1930，第655頁: "Nearer Tibet comprises the mountainous borderland next to the old limits of China. This region consists of two parts, for several years classed as special administrative districts but in 1928 organized as provinces. That to the south lies largely in what was formerly western Szechwan and is known as Sikang or Chwanpien."
3. ↑  李细珠. . 《近代史研究》. 2003年, (第2期)  [2020-11-27]. （原始内容存档于2020-11-28）.